# Pseudosquillidae
Pseudosquillidae är en familj av kräftdjur. Pseudosquillidae ingår i överfamiljen Gonodactyloidea, ordningen mantisräkor, klassen storkräftor, fylumet leddjur och riket djur. Enligt Catalogue of Life omfattar familjen Pseudosquillidae 3 arter. 
Kladogram enligt Catalogue of Life:
| Pseudosquillidae | \| \| Pseudosquilla \| \| \| \| \| \| Pseudosquillisma \| \| \| \| |
|                  | \| \| Pseudosquilla \| \| \| \| \| \| Pseudosquillisma \| \| \| \| |
|                  | Gonodactylidae                                                     |
|                  |                                                                    |
|                  | Hemisquillidae                                                     |
|                  |                                                                    |
|                  | Odontodactylidae                                                   |
|                  |                                                                    |
|                  | Protosquillidae                                                    |
|                  |                                                                    |
|                  | Pseudosquilla                                                      |
|                  |                                                                    |
|                  | Pseudosquillisma                                                   |
|                  |                                                                    |

|  | Pseudosquilla    |
|  |                  |
|  | Pseudosquillisma |
|  |                  |